# Gewone ameiva
De gewone ameiva (Ameiva ameiva) is een hagedis uit de familie tejuhagedissen (Teiidae).

## Uiterlijke kenmerken
Het lichaam is gestroomlijnd en de hagedis heeft een spitse kop en een zeer lange staart, die soms dubbel zo lang is als het lichaam. Het wijfje is meestal kleiner dan het mannetje. Mannetjes hebben een opvallende tekening van witte vlekken, vrouwtjes hebben duidelijke strepen op de bovenzijde van het lichaam. Het mannetje is slanker en is feller gekleurd een heeft een groene vlek op het midden van de rug. De lichaamslengte bedraagt 40 tot 45 centimeter.

## Leefwijze
De gewone ameiva is een levendige hagedis die 's morgens tevoorschijn komt om te foerageren. Het voedsel bestaat uit kleine ongewervelden zoals insecten. In kuststreken kan men hem aantreffen in holen van krabben. De hagedis neemt regelmatig een zonnebad om zich op te warmen.
Een legsel bestaat uit twee tot zes eieren, de vrouwtjes zetten meerdere legsels af per jaar.

## Verspreiding en leefgebied
De gewone ameiva komt voor in delen van Midden- en zuidelijk Zuid-Amerika en leeft in de landen Argentinië, Colombia, Bolivia, Brazilië, Ecuador, Frans-Guyana, Guyana, Grenada, Paraguay, Peru, Suriname, Trinidad en Tobago en Venezuela. De habitat bestaat vooral uit open bosgebieden en in bosranden. De soort is ook geïntroduceerd in de Amerikaanse staat Florida. In Panama heeft men ontdekt dat deze soort zich uitbreidt in streken die door de mens ontbost zijn.

## Naam en indeling
De soort werd voor het eerst wetenschappelijk beschreven door Carl Linnaeus in 1758. Oorspronkelijk werd de naam Lacerta Ameiva gebruikt.
Er worden twee ondersoorten erkend.
| Naam                   | Auteur                    | Verspreidingsgebied                 |
| ---------------------- | ------------------------- | ----------------------------------- |
| Ameiva ameiva ameiva   | Linnaeus, 1758            | De rest van het verspreidingsgebied |
| Ameiva ameiva tobagana | Edward Drinker Cope, 1879 | Grenada, Trinidad en Tobago         |